# الهارب (فلم 1975)
الهارب فيلم مصري تم إنتاجه في 24 يوليو 1975 من إخراج كمال الشيخ.

## طاقم العمل

### الممثلين
- شادية
- حسين فهمي
- كمال الشناوي
- مريم فخر الدين
- ناهد سمير
- صبري عبدالقادر
- نبيل الدسوقي
- محمد صفوت
- زيزي مصطفى
- عبدالمنعم النمر
- علي عز الدين
- محمود الزهيري
- سوزي
- عبدالغني ناصر
- عبدالحميد أنيس

### تصوير
- ستديو نحاس النيل) (موقع التصوير)
- عبد العزيز فهمي   (مدير التصوير)
- ستوديوهات مدينة السينما (موقع التصوير)

### معمل
- ستديو نحاس (النيل)   (الطبع والتحميض)
- ستديو مصر   (الطبع والتحميض)
- ستوديوهات مدينة السينما (الطبع والتحميض)

### إخراج
- كمال الشيخ (مخرج)
- عبد اللطيف زكي   (مخرج مساعد)

### صوت
- أندريا زنديلس (أندريه) (مهندس الصوت)

### ديكور
- ماهر عبد النور.   (مهندس المناظر)

### إنتاج
- جمال الليثي   (منتج)

### مونتاج
- سعيد الشيخ   (مونتير)

### تاليف
- رأفت الميهي   (قصة وسيناريو وحوار)

### موسيقى
- طارق شرارة   (موسيقى تصويرية)

## وصلات خارجية
- مقالات تستعمل روابط فنية بلا صلة مع ويكي بيانات
- الهارب على موقع الدهليز
- الهارب على موقع كاروهات